# Wendershausen (Witzenhausen)
Wendershausen ist ein Stadtteil von Witzenhausen im nordhessischen Werra-Meißner-Kreis.

## Geschichte

### Ortsgeschichte
Wendershausen kann zu den ältesten Siedlungen im unteren Werratal gezählt werden. Siedlungsplätze an fischreichen Gewässern oder Bachläufen wurden von Siedlern bevorzugt.
Die erstmalige schriftliche Erwähnung des Ortes datierte aus dem Jahre 1271. Dieses Schriftstück, ein zufälliges Dokument, ist ein Beleg dafür, dass der Ort damals schon existierte. Inhalt der Urkunde war ein Verkauf dreier Hufen Landes in Welbach von den Herren von Rieden an das Kloster Mariengarten.
Orte mit der Namensendung -hausen können der frühkarolingischen Zeit zugeordnet werden, etwa dem achten Jahrhundert. Der Siedlungsbeginn liegt vermutlich viel weiter zurück. Es spricht einiges dafür, dass die Bewohner ihre Behausung im näheren Umkreis der Kirche errichteten. Der Ortsname wurde in der Vergangenheit oft geändert. Er wechselte von Wengenhusenn über Wengershusen, Wengirshusen, Wendershusen und Wengershausen zu Wendershausen. Wovon der Ortsname abgeleitet wurde, ist nicht zweifelsfrei zu erklären. 
Wendershausen war oft Handelsobjekt zwischen adeligen und geistlichen Grundherren.
Die Wendershäuser werden regional auch als „Kniephörner“ (Hirschkäfer) bezeichnet. Zur Herkunft dieser Bezeichnung gibt es eine Legende: Am südöstlichen Ortsrand von Wendershausen gibt es die Flurbezeichnung „Der Eichhof“. Aus alten Dokumenten geht hervor, dass hier einmal ein Eichenhain stand. Wenn man sich in längst vergangenen Zeiten auf der alten Handelsstraße zwischen Wendershausen und dem Ludwigstein fortbewegte, kam man durch diesen Eichenhain. In den Sommermonaten bevölkerten Hirschkäfer, als es noch viele davon gab, die Eichenbäume, um den austretenden Saft auf den Blättern aufzunehmen. Durch die vielen Hirschkäfer auf den Eichenbäumen sahen diese Bäume eher dunkel als grün aus. Es ist also naheliegend, dass man infolge dieses Anblickes den Ort Kniephornshusen nannte und die Bewohner Kniephörner. Die Hirschkäfer fügen den Bäumen keinen Schaden zu, sie gelten als nützliche Tiere.
Hessische Gebietsreform (1970–1977)
Zum 1. Oktober 1971 wurde die bis dahin selbständige Gemeinde Wendershausen im Zuge der Gebietsreform in Hessen auf freiwilliger Basis in die Stadt Witzenhausen eingegliedert. Für die nach Witzenhausen eingegliederten, ehemals eigenständigen Gemeinden wurde je ein Ortsbezirk mit Ortsbeirat und Ortsvorsteher nach der Hessischen Gemeindeordnung gebildet.

### Burg Ludwigstein
Auf einem vorspringenden Bergkopf über dem Ort befindet sich die 1415 erbaute Burg Ludwigstein, die heute als Jugendherberge genutzt wird. Die Burg war ursprünglich als Amtssitz des Amtes Witzenhausen und daneben als Grenzbefestigung zum im Besitz des Bistums Mainz befindlichen Eichsfeld mit der Burg Hanstein von Landgraf Ludwig I. von Hessen erbaut worden. Am 28. April 1416 wurde der hessische Marschall Hans von Dörnberg (d. Ä.) zum ersten Amtmann auf der Burg Ludwigstein ernannt, verantwortlich für das gesamte, nun auch „Amt Ludwigstein“ genannte Amt Witzenhausen. 1627 wurde das Amt Ludwigstein als Teil der „Rotenburger Quart“ durch Moritz von Hessen-Kassel dessen zweiter Ehefrau Juliane von Nassau-Dillenburg und ihren Nachkommen im Rahmen der Teilung der hessischen Besitzungen überlassen. Als 1664 das Amt Ludwigsburg mit dem Schultheißenamt Witzenhausen vereinigt wurde, verlor die Burg den Status als Amtssitz und Sitz von Verwaltung und Gericht. Die Burg wurde nun von landwirtschaftlichen Pächtern bewohnt, bis auch diese 1830 ihren nun als Domänenverwaltung bezeichneten Sitz nach Wendershausen verlegten. Nach dem Erlöschen der landgräflichen Nebenlinie fielen die Besitzungen 1834 zurück an das Haupthaus Hessen-Kassel. 1882 wurde die Burg nach diversen Nutzungsänderungen als entbehrlich aus der Unterhaltsverpflichtung entlassen.

## Bevölkerung
Einwohnerstruktur 2011
Nach den Erhebungen des Zensus 2011 lebten am Stichtag, dem 9. Mai 2011, in Wendershausen 726 Einwohner. Darunter waren 9 (1,2 %) Ausländer. Nach dem Lebensalter waren 138 Einwohner unter 18 Jahren, 300 zwischen 18 und 49, 144 zwischen 50 und 64 und 141 Einwohner waren älter. Die Einwohner lebten in 297 Haushalten. Davon waren 75 Singlehaushalte, 87 Paare ohne Kinder und 102 Paare mit Kindern, sowie 24 Alleinerziehende und 12 Wohngemeinschaften. In 69 Haushalten lebten ausschließlich Senioren und in 192 Haushaltungen lebten keine Senioren.
Einwohnerentwicklung
| Quelle: Historisches Ortslexikon |                                                     |
| • 1466:                          | 08 Hausgesesse                                      |
| • 1543:                          | 17 Hausgesesse                                      |
| • 1575:                          | 25 Hausgesesse                                      |
| • 1585:                          | 25 Hausgesesse                                      |
| • 1681:                          | 18 Hausgesesse                                      |
| • 1747:                          | 35 Mannschaften mit 33 Feuerstellen = 201 Einwohner |

| Wendershausen: Einwohnerzahlen von 1834 bis 2022 | Wendershausen: Einwohnerzahlen von 1834 bis 2022 | Wendershausen: Einwohnerzahlen von 1834 bis 2022 | Wendershausen: Einwohnerzahlen von 1834 bis 2022 | Wendershausen: Einwohnerzahlen von 1834 bis 2022 |
| --- | ------------------------------------------------ | ------------------------------------------------ | ------------------------------------------------ | ------------------------------------------------ |
| Jahr |                                                  |                                                  |                                                  | Einwohner                                        |
| 1834 | 1834                                             |                                                  | 454                                              | 454                                              |
| 1840 | 1840                                             |                                                  | 473                                              | 473                                              |
| 1846 | 1846                                             |                                                  | 463                                              | 463                                              |
| 1852 | 1852                                             |                                                  | 487                                              | 487                                              |
| 1858 | 1858                                             |                                                  | 406                                              | 406                                              |
| 1864 | 1864                                             |                                                  | 422                                              | 422                                              |
| 1871 | 1871                                             |                                                  | 476                                              | 476                                              |
| 1875 | 1875                                             |                                                  | 500                                              | 500                                              |
| 1885 | 1885                                             |                                                  | 434                                              | 434                                              |
| 1895 | 1895                                             |                                                  | 455                                              | 455                                              |
| 1905 | 1905                                             |                                                  | 510                                              | 510                                              |
| 1910 | 1910                                             |                                                  | 530                                              | 530                                              |
| 1925 | 1925                                             |                                                  | 580                                              | 580                                              |
| 1939 | 1939                                             |                                                  | 556                                              | 556                                              |
| 1946 | 1946                                             |                                                  | 850                                              | 850                                              |
| 1950 | 1950                                             |                                                  | 850                                              | 850                                              |
| 1956 | 1956                                             |                                                  | 753                                              | 753                                              |
| 1961 | 1961                                             |                                                  | 741                                              | 741                                              |
| 1967 | 1967                                             |                                                  | 762                                              | 762                                              |
| 1970 | 1970                                             |                                                  | 763                                              | 763                                              |
| 1980 | 1980                                             |                                                  | ?                                                | ?                                                |
| 1990 | 1990                                             |                                                  | ?                                                | ?                                                |
| 2000 | 2000                                             |                                                  | ?                                                | ?                                                |
| 2011 | 2011                                             |                                                  | 726                                              | 726                                              |
| 2015 | 2015                                             |                                                  | 675                                              | 675                                              |
| 2022 | 2022                                             |                                                  | 699                                              | 699                                              |
| Datenquelle: Historisches Gemeindeverzeichnis für Hessen: Die Bevölkerung der Gemeinden 1834 bis 1967. Wiesbaden: Hessisches Statistisches Landesamt, 1968. Weitere Quellen: ; 2015 |                                                  |                                                  |                                                  |                                                  |

Historische Religionszugehörigkeit
| • 1961: | 680 evangelische (= 91,77 %), 52 katholische (= 7,02 %) Einwohner |

## Politik
Für Wendershausen besteht ein Ortsbezirk (Gebiete der ehemaligen Gemeinde Wendershausen) mit Ortsbeirat und Ortsvorsteher nach der Hessischen Gemeindeordnung. Der Ortsbeirat besteht aus sieben Mitgliedern. Bei den Kommunalwahlen in Hessen 2021 betrug die Wahlbeteiligung zum Ortsbeirat 60,29 %. Es erhielten die SPD mit 37,35 % drei Sitze und die Liste „Gemeinsam für Wendershausen“ mit 62,65 % vier Sitze. Der Ortsbeirat wählte Christina Breun (GfW) zur Ortsvorsteherin.

## Sehenswürdigkeiten

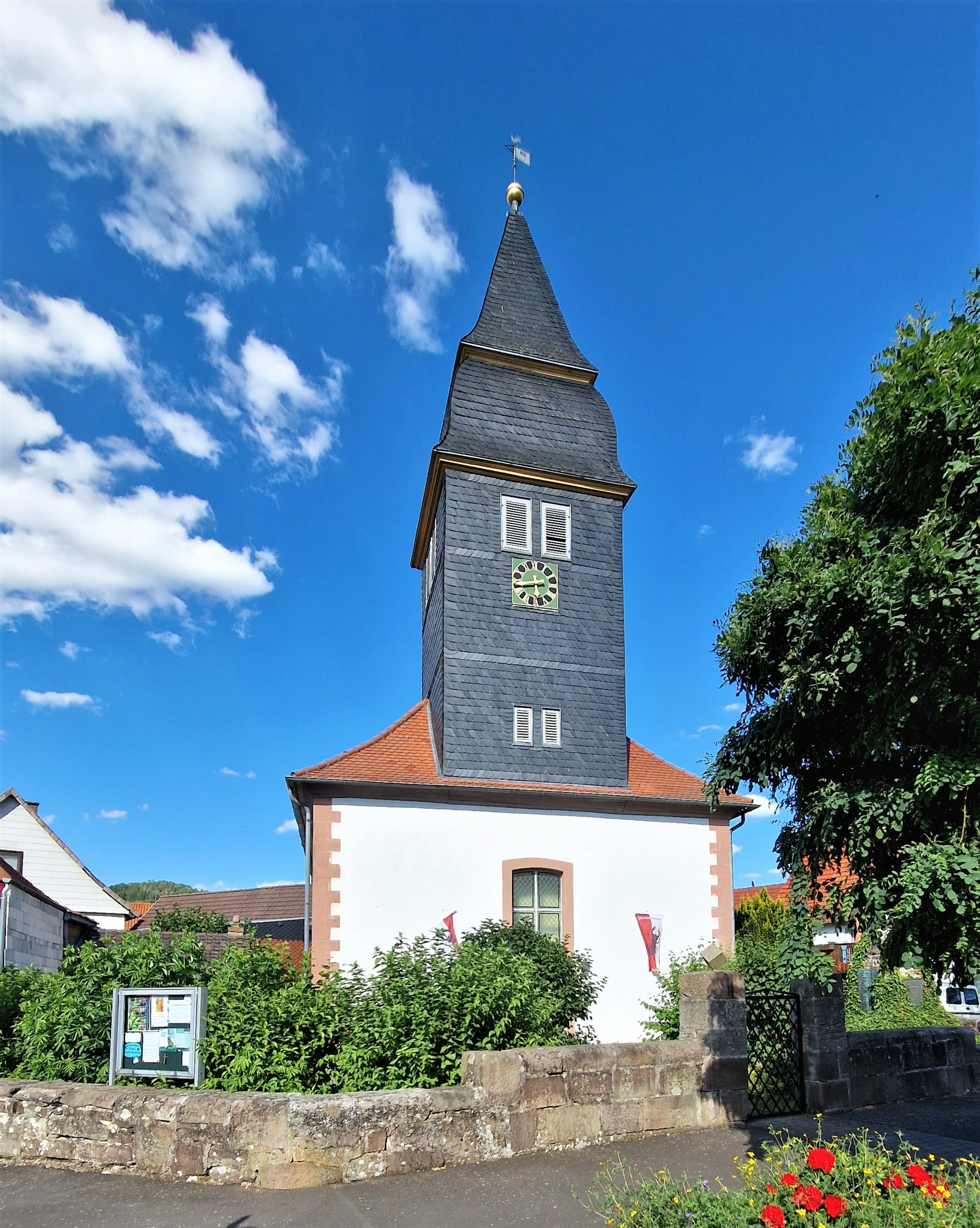
Evangelische Pfarrkirche

### Burg Ludwigstein
Westlich des Ortes liegt die spätmittelalterliche Burg Ludwigstein, die seit 1920 als Jugendburg genutzt wird.

### Kirche
Eine Kirche ist für Wendershausen spätestens im Jahr 1295 anzunehmen, als ein plebanus (Priester) urkundlich erwähnt ist. Ein halbes Jahrhundert später finden auch die Kirche selbst und der Kirchhof eine schriftliche Erwähnung. Im Dreißigjährigen Krieg brannte die Kirche bis auf die Grundmauern ab, das heutige Kirchengebäude wurde 1739/40 vom Landbaumeister Giovanni Ghezzi neu errichtet.

### Zweiburgenblick
Nahe dem westlichen Ortsausgang sind am Zweiburgenblick im Werratal der Ludwigstein und die Ruine der Burg Hanstein zu sehen.